# Akt kondemnacji
Akt kondemnacji – w prawie morskim dokument uznania jednostki pływającej wpisanej do rejestru okrętowego przez izbę morską za niezdatny do żeglugi lub niewart naprawy.